# Greeter
Greeter sind ehrenamtlich tätige und keine professionellen Stadt- oder Fremdenführer, die kostenlose Spaziergänge in Städten und Regionen anbieten. Im Mittelpunkt des Projekts steht die Begegnung mit Reisenden und die individuelle Präsentation der eigenen Stadt oder Region. Der weltweite Dachverband ist die International Greeter Association (AISBL) mit Sitz in Brüssel.

## Geschichte
Lynn Brooks gründete 1992 den Verein „Big Apple Greeter“ in New York City. Im Mittelpunkt stand dabei, das schlechte Image der Millionenstadt durch die ehrenamtliche und persönliche Betreuung von Touristen zu verbessern. Es folgten weitere „Greeter“-Projekte in weiteren US-amerikanischen Städten und weltweit. Mittlerweile „greeten“ in New York City über 300 Freiwillige mehr als 7000 Besucher pro Jahr (Stand 2010).

## Greeter-Destinationen
Definition, Organisation und Rechtsform der einzelnen „Greeter“-Programme unterscheiden sich weltweit teilweise stark. Überwiegend werden die Projekte Metropolen und in Städten angeboten, teilweise jedoch auch in größeren Regionen (z. B. Pas de Calais) oder sogar landesweit (Elfenbeinküste). Während sich viele Greeter-Gruppen in unabhängigen Vereinen organisiert haben, kooperieren andere stark mit den örtlichen Fremdenverkehrsämtern.
Im August 2024 gehörten 161 Mitglieder der International Greeter Association, eine laufend aktualisierte Mitgliederliste ist online verfügbar.
Quelle: International Greeter Association

## Greeter in Deutschland
Die ersten deutschen Greeter waren ab Dezember 2008 die „Berlin Greeter“ in Berlin.
Wie in Frankreich, wo die Greeter am stärksten verbreitet sind, wurde mit Deutschland Greeter e.V. auch in Deutschland ein nationaler Verband gegründet. Er umfasst derzeit 23 Greeterdestinationen in einer Bandbreite von Görlitz mit drei Greetern und Hamburg mit 150 Greetern und entsprechenden Anzahlen durchgeführter Greets pro Jahr.

## International Greeter Association
In der „International Greeter Association (IGA)“, die als gemeinnützige Organisation nach belgischem Recht in Brüssel registriert ist, sind alle offiziellen Greeter-Organisationen organisiert. Voraussetzung für eine Aufnahme in der IGA sind unter anderem die Anerkennung von sechs Grundsätzen („Core Values“):
- Greeter arbeiten ehrenamtlich, sie bereiten all ihren Besuchern einen freundlichen Empfang
- Greeter begrüßen einzelne Gäste bzw. sehr kleine Gruppen bis maximal 6 Personen. Im Vordergrund steht der Dialog zwischen Greeter und Gast.
- Der Spaziergang mit einem Greeter ist kostenlos.
- Alle Gäste und Ehrenamtlichen sind ohne Diskriminierung willkommen.
- Die Greeter unterstützen nachhaltigen Tourismus. Sie respektieren die natürliche und soziale Umwelt und fördern die kulturelle Entwicklung lokaler Gemeinschaften. Greeter fördern das Image ihres Heimatortes / ihrer Region.
- Die Greeterorganisationen bieten Greetern und Gästen die Möglichkeit zum gegenseitigen kulturellen Austausch. Sie helfen beim Aufbau einer besseren Welt, indem sie Kontakt von Mensch zu Mensch herstellen.

Die IGA organisiert ein zweijährliches Treffen der weltweiten „Greeter-Manager“, zuletzt im September 2024 in Bonn, Deutschland.
Vereinzelt gibt es Greeter-Initiativen, die sich nicht der IGA angeschlossen haben.
Seit 2016 trat eine private „Global Greeter Network Foundation“ als Betreiberin der GGN-Website auf. Der damalige GGN-Vorstand veröffentlichte daraufhin im April 2017 eine neue offizielle Website der Global Greeter Network community, die bis zum 4. Mai 2019 unter der Domain www.globalgreeternetwork.com online war und dann von der aktuellen IGA Website abgelöst wurde.